# Берен и Лутијена
Прича о Берену и Лутијени (енгл. The Tale of Beren and Lúthien) је постхумно издата књига енглеског писца Џ. Р. Р. Толкина, коју је уредио и објавио његов син Кристофер Толкин. Ова прича представља проширено издање једне од, како их Толкин назива, „три велике приче старих дана” (Уз Децу Хуринову и Пад Гондолина), она се може пронаћи, у свом скраћеном облику, у Силмарилиону и говори о љубави и авантури смртног човека Берена и вилин-деве Лутијене. У Толкиновим списима се може пронаћи неколико верзија ове приче, она се такође помиње и у Господару прстенова. Прича се одвија током Првог доба Средње земље, око 6500 година пре догађаја описаних у Господару прстенова. Илустрације за ову књигу је одрадио Алан Ли.
Толкин је причу о Берену и Лутијени сматрао централним делом свог легендаријума. Прича и ликови су засновани и рефлектују Толкинову љубав према његовој жени Едит, почевши од њиховог упознавања до чињенице да се радило о забрањеној љубави, Едитини родитељи нису одобравали њихову везу због чињенице да је Толкин био католик. На њиховом заједничком гробу испод њихових имена се налазе натписи „Берен” и „Лутијена”.
Књигу је у Србији објавила издавачка кућа Публик практикум 2021. године, у преводу Владимира Д. Јанковића.

## Развој и верзије
Прва верзија приче је Прича о Тинувијели, написана 1917. године и објављена у Књизи изгубљених прича. Током 1920-их Толкин је почео да преобликује причу у епску песму, Балада о Леитиану. Никада је није завршио, остављајући три од седамнаест планираних песама ненаписаним. Након његове смрти, објављена је у Балади о Белеријанду. Најновија верзија приче је испричана у прозном облику у једном поглављу Силмарилиона, а Арагорн ју је испричао у Дружини прстена. Неке ране верзије приче, објављене у самосталној књизи 2017. године, описале су Берена као нолдоринског виловњака за разлику од каснијих верзија где је описан као човек.

## Публикација
Књигу је уредио Кристофер Толкин. Прича је једна од три у Силмарилиону за које је Толкин веровао да оправдавају њихове сопствене наративе дугачке форме, а друге две су Деца Хуринова и Пад Гондолина. Књигу је илустровао Алан Ли и она садржи различите верзије приче, приказујући развој приче током времена. Рестаурирана је из Толкинових рукописа и први пут је представљена као један мање-више континуиран наратив, користећи материјале који се стално развијају и чине „Причу о Берену и Лутијени”. Не садржи сваку верзију или измене приче, већ оне за које је Кристофер Толкин веровао да ће понудити најјасније и минимално објашњење:
Покушао сам да одвојим причу о Берену и Тинувијели (Лутијени) тако да стоји сама, у мери у којој се то (по мом мишљењу) може учинити без изобличења. С друге стране, желео сам да покажем како је ова фундаментална прича еволуирала током година.
Сврха ове књиге је, дакле, потпуно другачија од сврхе томова Историје Средње земље из којих је изведена. Изричито није замишљена као додатак тим књигама. Ово је покушај да се извуче један наративни елемент из огромног дела изузетног богатства и сложености; али тај наратив, прича о Берену и Лутијени, сама се непрестано развијала и креирала је нове асоцијације како је постајала све више уграђена у ширу историју. Одлука о томе шта укључити, а шта искључити из тог древног света „у целини” могла би бити само ствар личне и често упитне процене: у таквом покушају не може бити достижног „исправног начина”. Међутим, генерално гледано, погрешио сам у погледу јасноће и одолео сам нагону да објасним, из страха да не поткопам примарну сврху и метод књиге.

## Приступ
Књига почиње најпотпунијом верзијом почетка приче, „Причом о Тинувијели” како је испричана у Књизи изгубљених прича (са само малим изменама имена ликова и места да би се избегла забуна са каснијим верзијама). Општи аспект приче није измењен; Берен, на пример, је гном (Нолдор), син Егнора бо-Римиона, а не човек, син Барахира. (Береново наслеђе се мења између виловњака и човека кроз књигу, у зависности од тога који део приче се приповеда.)
Како Кристофер Толкин објашњава:
Још један проблем који треба да поменем произашао је из веома честих промена имена. Тачност и доследност праћења низа имена у текстовима различитих датума не би служила сврси ове књиге. Стога нисам приметио никакво правило у овом погледу, већ сам разликовао старо и ново у неким случајевима, али не и у другим, из различитих разлога. У великом броју случајева мој отац би променио име у рукопису у неком каснијем, или чак много каснијем времену, али не доследно: на пример, „Elfin” у „Elven”. У таквим случајевима сам извео „Elven” (виловњачки) као једини облик, или Белеријанд за ранији Броселијанд; али у другима сам задржао и једно и друго, као у Тинвелинту/Тинголу, Артанору/Доријату.
Даља поглавља настављају причу кроз касније песме, сажетке и прозу, показујући како је прича еволуирала током времена, редоследом хронологије саме приче (не нужно редоследом којим су текстови написани или објављени). Ово укључује делове различитих верзија „Баладе о Леитиану”, Силмарилиона и каснија поглавља Изгубљених прича.
Пошто је Џ. Р. Р. Толкин унео многе измене у причу, утичући и на наратив и на стил, презентација у књизи није сасвим доследна. Постоји извесно преклапање детаља и неслагање у континуитету, али делови покушавају да потпуну и континуирану причу. Кристофер Толкин је укључио уредничка објашњења и историјске детаље како би премостио одељке. Детаљи изгубљени у каснијим исказима поново су представљени: као што су Тевилдо (који се због природе свог увода третира као посебан лик, а не као рана концепција Саурона), Волшебник Ту (третира се као прво појављивање Саурона), зли (или „издајнички”) патуљци (једна од референци Хобита на Изгубљене приче) и друга терминологија као што су гном (Нолдоли, касније Нолдорински Виловњаци), феја, вила, бродарица и русалка. Неки од ових термина појављују се у раним издањима Хобита, али су одбачени у каснијим делима.
Књига нуди перспективу „у универзуму” за недоследности, као последицу еволуције прича које су испричале различите перспективе и гласови током времена, уместо да једноставно одражава Толкинове променљиве идеје током времена.
Прво доба у Историји Средње земље је у тим књигама замишљено као историја у два смисла те речи. Уистину то је била историја — хроника живота и догађаја који су се одриграли у Средњој земљи; али уједно то је била и историја промена у литерарном концепту до којих је долазило како су пролазиле године; отуда се прича о Берену и Лутијени шири кроз много година и неколико књига. Штавише, пошто се та прича запетљала у Силмарилион који се полако развијао и на крају била његов суштински део, њен развој је забележен у узастопним рукописима који се првенствено баве целокупном историјом Старих дана.
Ова књига поново уводи детаље који су изостављени у веома уређеној верзији Силмарилионових „Рушевина Доријата”; укључује уклето благо Мима и чињеницу да је Доријат издат изнутра, као и да је Тингол успео да истисне патуљке из града, те да је касније убијен из заседе патуљака. Угрубо помирује елементе раних Изгубљених прича са детаљима које је конструисао Гај Кеј за поглавље у Силмарилиону, да би их приближио Толкиновој намери (видети Рат драгуља).
...ту се на видело појављују одломци блиског описа или драматичне непосредности који се губе у сажетом, згуснутом маниру карактеристичном за Силмарилион; чак се могу открити елементи у причи који су касније потпуно изгубљени. Тако, на пример, унакрсно испитивање Берена, Фелагунда и њихових пратилаца, прерушених у орке, од стране Волшебника Туа (прво појављивање Саурона), или улазак у причу ужасавајућег Тевилда, принца мачака, који јасно заслужује да буде запамћен, колико год кратак био његов књижевни живот.

## Пријем
Проучавалац Толкина, Џон Гарт, пишући за New Statesman, приметио је да је за причу о Берену и Лутијени био потребан читав век, одражавајући причу о потпоручнику Толкину који је гледао Едит како плеше на шумском пропланку далеко од „животињског ужаса” ровова, да би била објављена. Гарт налази да читалац има „много чему да ужива”, док се прича мења кроз „неколико брзина” док на крају не „достигне митску моћ”. Беренов непријатељ се мења од демона мачке у „Волшебника” и на крају у Саурона. Гарт коментарише да ако је ово требало да буде изгубљени предак бајке о Златокоси, онда то дефинитивно представља модерну „ревизију бајке усредсређене на жене” са Лутијеном која је можда праведнија него што то смртни језик може да каже, али је и домишљатија него њен вољени.